# Powiat de Pińczów
Le powiat de Pińczów (en polonais : powiat pińczowski) est un powiat appartenant à la voïvodie de Sainte-Croix dans le centre-sud de la Pologne.

## Division administrative

Carte du powiat

Le powiat de Pińczów comprend 5 communes :
- 2 communes urbaines-rurales : Działoszyce et Pińczów ;
- 3 communes rurales : Kije, Michałów et Złota.